# Le Petit Café (pel·lícula de 1919)
Le Petit Café és una pel·lícula de comèdia francesa muda en blanc i negre dirigida per Raymond Bernard, estrenada el 1919 i protagonitzada per Max Linder, Armand Bernard i Jean Joffre. L'escenari està adaptat de l'obra epònima de 1911 de Tristan Bernard, pare del director, adaptada per Henri Diamant-Berger.

## Argument
Després d'heretar una gran suma de diners, un cambrer parisenc ha de seguir treballant en un cafè per complir el contracte amb el seu empresari sense escrúpols. Mentre hi treballa, s'enamora de la filla del seu empresari.

## Repartiment
- Max Linder : Albert
- Armand Bernard : Bouzin
- Jean Joffre (acreditat. com Joffre) : Philibert
- Wanda Lyon : Yvonne
- Flavienne Mérindol : Edwige
- Halma : Bigredon
- Major Heitner : le pianiste tzigane
- Andrée Barelly : Bérangère d'Aquitaine
- Henri Debain : le plongeur